# Classe Reina Regente
La classe Reina Regente fut la seconde classe de croiseur protégé construite par la marine espagnole à la fin du XIXe siècle.

## Les unités de la classe
| Nom           | Lancement        | Service effectif                          | Chantier naval                                              | Fin de carrière         | Photo |
| ------------- | ---------------- | ----------------------------------------- | ----------------------------------------------------------- | ----------------------- | ----- |
| Reina Regente | 27 février 1886  | 1er janvier 1887                          | James & George Thompson de Clydebank Écosse                 | naufrage le 9 mars 1895 |       |
| Alfonso XIII  | 31 août 1891     | 1896 (partiellement achevé) - 18 mai 1900 | Société espagnole de construction navale-Ferrol Espagne     | démoli en 1907          |       |
| Lepanto       | 16 novembre 1893 | 26 janvier 1899                           | Société espagnole de construction navale-Carthagène Espagne | 1910                    |       |

## Conception
Le premier de la série, le Reina Regente reçut un armement de deux pièces double de 280 mm de l'ingénieur militaire espagnol José González Hontoria, concepteur en artillerie, en tourelle à barbette avant et arrière. Mais la stabilité du navire durant les tirs était compromise. Les deux autres croiseurs
reçurent des canons de calibre nettement inférieur sans garantir une meilleure navigabilité.
Cette classe de croiseur devint obsolète avant de servir réellement.

## Histoire
Le Reina Regente, revenant du Maroc, fit naufrage le 9 mars 1895 proche des côtes de Tarifa et d'Algésiras, là on l'on retrouva des traces d'épave. Les 420 membres d'équipage disparurent avec le navire.
L’Alfonso XIII prit sa retraite deux après sa mise en service. Il fut démoli en 1907 à Bilbao.
Le Lepanto ne servit que navire d'entrainement. Il fut démoli en 1911 en Hollande.